# Pyrgota fenestrata
Pyrgota fenestrata is een vliegensoort uit de familie van de Pyrgotidae. De wetenschappelijke naam van de soort is voor het eerst geldig gepubliceerd in 1851 door Macquart.